# مخرطة البرد (طب)
مخرطة البرد (بالإنجليزية: cryolathe)‏ هو جهاز يستخدم لتجميد وطحن الأنسجة القرنية لتحويلها إلى طاقات إنكسارية مختلفة.